# Jamaica en los Juegos Olímpicos de Helsinki 1952
Jamaica estuvo representada en los Juegos Olímpicos de Helsinki 1952 por un total de 8 deportistas que compitieron en 2 deportes.  
El portador de la bandera en la ceremonia de apertura fue el atleta Arthur Wint.

## Medallistas
El equipo olímpico jamaicano obtuvo las siguientes medallas:
| Nombre                                                  | Deporte   | Competición |
| ------------------------------------------------------- | --------- | ----------- |
| Oro                                                     |           |             |
| George Rhoden                                           | Atletismo | 400 m M     |
| Arthur Wint Leslie Laing Herbert McKenley George Rhoden | Atletismo | 4 × 400 m M |
| Plata                                                   |           |             |
| Herbert McKenley                                        | Atletismo | 100 m M     |
| Herbert McKenley                                        | Atletismo | 400 m M     |
| Arthur Wint                                             | Atletismo | 800 m M     |
| Bronce                                                  |           |             |
| —                                                       |           |             |